# Exploration rurale

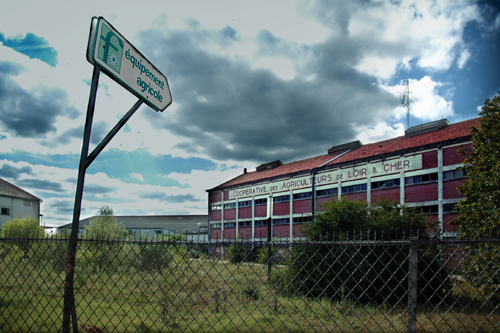
Coopérative des agriculteurs du Loir et Cher

L'exploration rurale est une activité dérivée de l'exploration urbaine qui consiste à s'introduire et à visiter des lieux très souvent abandonnés en milieu rural.
Contrairement au milieu de l'exploration urbaine, celui de l'exploration rurale est plus marginal. La connaissance du patrimoine, industriel ou artisanal, est souvent une des motivations de l'activité. 

## Lieux visités par les explorateurs ruraux
Ils sont très souvent des lieux abandonnés et isolés :
- Fermes
- Coopératives agricoles
- Silos
- Maisons, usines, chantiers, bâtiments, cimetières... tout ce qui concerne l'exploration urbaine mais en milieu rural
- Anciennes voies ferrées

## Intérêts des explorations rurales
Tout comme pour l'exploration urbaine, l'explorateur rural cherche à s'infiltrer dans des lieux qui lui sont normalement interdits, tout en profitant de la tranquillité du milieu rural. L'exploration est souvent accompagnée de la prise de photographies de l'endroit visité, parfois d'un relevé de plan.